# Luciobarbus graellsii

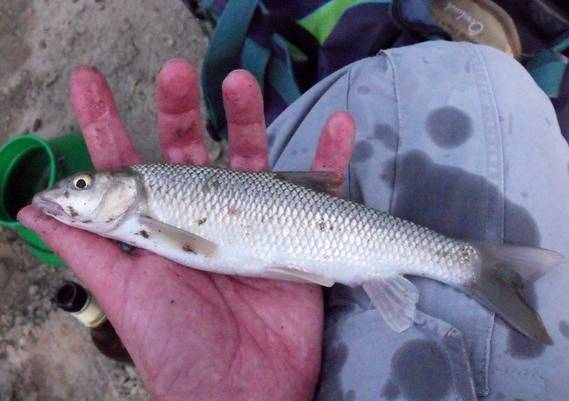
Luciobarbus graellsii aus dem italienischen Ombrone-Fluss

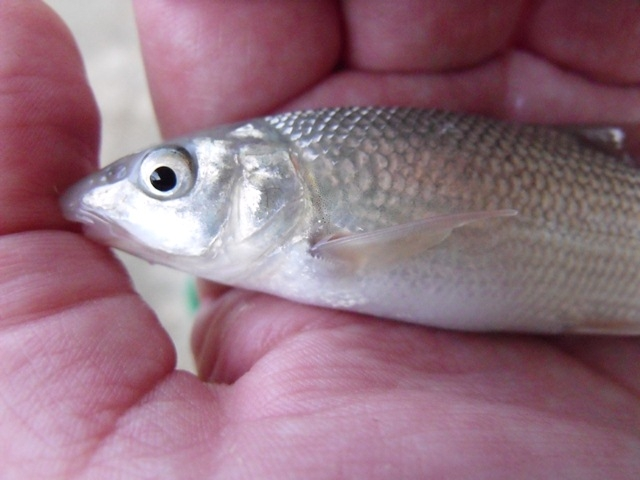
Kopfpartie von Luciobarbus graellsii

Luciobarbus graellsii, im Deutschen auch Ebro-Barbe genannt, ist eine Fischart aus der Familie der Karpfenfische (Cyprinidae), deren natürliches, endemisches Verbreitungsgebiet auf der Iberischen Halbinsel liegt. Die Zugehörigkeit zu den Gattungen Luciobarbus oder Barbus ist noch umstritten und nicht endgültig geklärt.

## Beschreibung
Luciobarbus graellsii kann bis zu 80 Zentimetern lang werden und ein Lebensalter von 16 Jahren erreichen. Das größte mit der Angel gefangene Exemplar wurde im Jahr 2008 im Ebro gefangen und wog drei Kilogramm bei einer Länge von 60 Zentimetern. Der gräulichgrüne Rücken geht über die weißlichgelben Flanken in den weißen Bauch über. Der Rand der Rückenflosse ist gerade oder etwas konkav, der Ansatz der Rückenflosse liegt etwas vor den Bauchflossen. Der Schwanzstiel ist breit.
Das Bauchfell (Peritoneum) ist schwarz. Die Anzahl der Schuppen auf der Seitenlinie beträgt 43 bis 51. Der letzte ungeteilte Flossenstrahl ist dünn, seine Hinterseite ist bei adulten Tieren nicht, bei Exemplaren kleiner 15 Zentimeter SL gelegentlich in größeren Abständen wenig gesägt. Die Barteln sind relativ lang, die hinteren Barteln reichen über den hinteren Rand der Augen hinaus. Die Unterlippe ist verbreitert und verdeckt die Spitze des Unterkiefers, ein Mittellappen (Medianlappen) ist nicht vorhanden.

## Verbreitung
Das Verbreitungsgebiet ist auf die geographischen Koordinaten 44°N - 41°N, 5°W - 0° beschränkt. Luciobarbus graellsii ist ursprünglich im Nordosten von Spanien beheimatet. Ihr Hauptverbreitungsgebiet liegt auf der zum Mittelmeer zugewandten Seite des Ebro und des Ter in Katalonien. Weiterhin kommt die Fischart auf der Atlantikseite im Flussgebiet des Río Asón in Kantabrien vor. Um das Jahr 1998 wurde Luciobarbus graellsii in Italien eingeführt. In der Toscana breitete sich die Barbenart in den Flüssen Albegna, Fiora und Ombrone aus. Nach einer Untersuchung 2013 ist die Art inzwischen auch im Tiber etabliert. Möglicherweise illegal durch Fischer freigesetzt, steht sie in Konkurrenz zur dort heimischen, endemischen Italienischen Barbe. Es besteht das Risiko, dass sich Luciobarbus graellsii mit der Italienischen Barbe hybridisiert. Weiterhin kommt sie in Andorra und im südlichen Frankreich vor.

## Lebensraum und Lebensweise
Die Barbe hält sich überwiegend im Mittel- und Unterlauf von Flüssen mit mäßiger Strömung auf. Sie bevorzugt Uferpartien mit starker Vegetation und Unterständen.
Luciobarbus graellsii ist omnivor, ernährt sich jedoch hauptsächlich von großen aquatischen Invertebraten wie Zuckmückenlarven und der eingeschleppten Neuseeländischen Zwergdeckelschnecke, sowie von Pflanzen und Algen. Die Laichzeit findet von Frühling bis in den Sommer in den Monaten Mai bis August statt. Die geschlechtsreifen Fische wandern stromaufwärts zu ihren Laichplätzen, welche sich in schnellfließenden und engen Gewässerabschnitten mit Kies- oder Felsgrund befinden. Mit etwa vier Jahren und einer Durchschnittslänge von 15 bis 20 Zentimetern werden die Fische geschlechtsreif.

## Taxonomie
Luciobarbus graellsii wurde von Steindachner als Barbus graellsii erstbeschrieben. Doadrio (1990) stellte die Iberischen Barben der Gattung Barbus in die Untergattungen Barbus und Luciobarbus ein. Bianco (1998) teilte später nach morphologischen und ökologischen Daten die europäischen Barben in die Gattungen Barbus und Messinobarbus. Allerdings stimmen die Gattungen überwiegend mit den Untergattungen Doadrios überein, so dass Messinobarbus wohl als Synonym von Luciobarbus betrachtet werden muss. Inzwischen werden von einigen Autoren Barbus und Luciobarbus als Gattungen angesehen.

## Gefährdungsstatus
Die Art gilt als häufig, die IUCN stuft Luciobarbus graellsii als nicht gefährdet (LC, Least Concern) ein.